# Ezzelino III. da Romano
Ezzelino III. da Romano (deutsch Ezzelin, * 25. April 1194 in Onara bei Padua; † September/Oktober 1259 in Soncino bei Cremona) war ein ghibellinischer Feudalherr in der Mark Treviso. Er stand im Ruf außerordentlicher Grausamkeit.

## Leben
Er war der Sohn von Ezzelino II. da Romano († 1235), Herr von Bassano, und Adelheid von Alberti di Mangona, die aus einer tuszischen Grafenfamilie stammte. Von seinem Vater hatte er Ländereien in Treviso geerbt. Im damaligen Konflikt des Staufers Friedrichs II. mit dem Papst und verschiedenen zum Lombardenbund zusammengeschlossenen lombardischen Städten (der Partei der Guelfen), stand Ezzelino zunächst wie sein Vater auf Seiten des Lombardenbundes.
Erst 1232 wechselte er auf die Seite des Kaisers (der Partei der Ghibellinen), als er mit Hilfe Friedrichs II. seinen Machtbereich auszubauen versuchte. 1236 bemächtigte er sich der Herrschaft über Verona und beherrschte als Signore bald auch Vicenza.
Bis 1241 kamen Padua, Belluno, Feltre, Trient und die Mark Treviso hinzu. Am 23. Mai 1238 heiratete er in Verona in San Zeno Maggiore Friedrichs II. uneheliche Tochter Selvaggia († 1244). Mehrmals unterstützte er den Kaiser mit Truppen, während Friedrich II. im Gegenzug die weitgehend autonome Herrschaft Ezzelinos akzeptierte. Dieser beherrschte seine Territorien ohne sich allzu sehr in die inneren Angelegenheiten der Kommunen einzumischen.
Zeitgenössischen Quellen schildern drastisch, wie er seine Gegner mit großer Grausamkeit verfolgte. Ebenso wie Friedrich II. wurde er im Jahr 1248 vom Papst gebannt. Auch nach dem Tod des Kaisers Ende 1250 konnte Ezzelino sich behaupten und setzte mit anderen Ghibellinen den Kampf gegen den Papst fort. Papst Innozenz IV. rief schließlich zum Kreuzzug gegen Ezzelino und seine Verbündeten auf; 1256 gelang es den feindlichen Truppen, Padua zu erobern. Dennoch gab sich Ezzelino nicht geschlagen. 1258 eroberte er sogar Brescia. Bei einem direkten Angriff gegen Mailand unterlag er am 27. September 1259 in der Schlacht von Cassano d’Adda, während der er von einem Pfeil verletzt wurde. Gefangen genommen, verstarb er kurz darauf. Die genauen Umstände seines Todes liegen im Dunklen. Er wurde in Soncino bestattet.

## Nachwirken

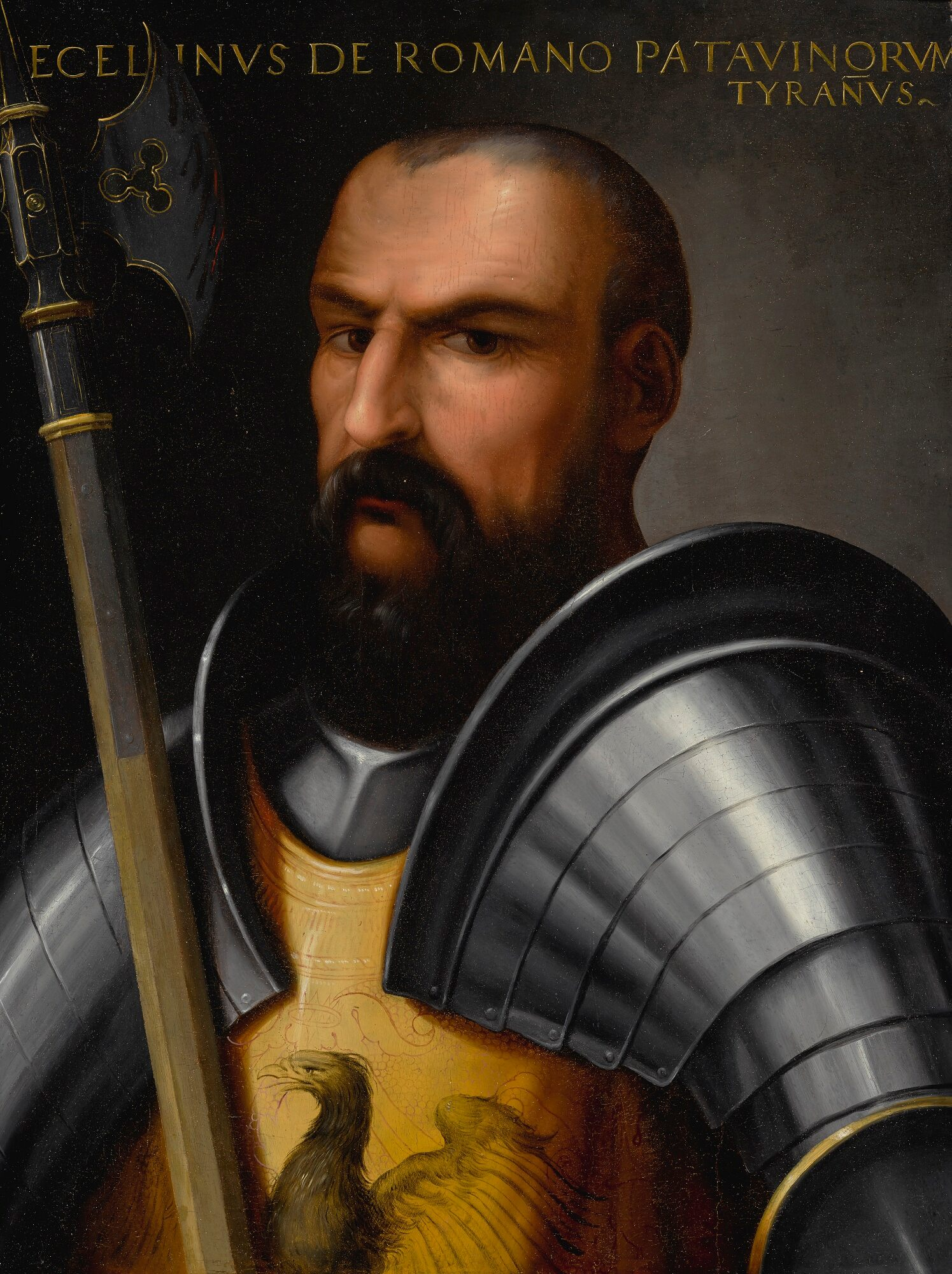
Ezzelino III. da Romano (Bildnis des Cristofano dell’Altissimo 1525–1568)

Vieles über Ezzelino stammt aus einer literarischen Tradition, die sich über die Jahrhunderte verbreitet hat. Er wurde dabei zum Grundtypus des grausamen Tyrannen. Zeitlich ihm nahestehende Poeten und Chronisten benutzten seinen Namen, um einen Eindruck von willkürlicher Gewaltanwendung und moralischer Verworfenheit hervorzurufen. Im 14. Jahrhundert wurde ihm sogar vorgeworfen, von dämonischer Abkunft zu sein.
Dante nennt ihn zusammen mit Obizio von Este als auf Gut und Blut erpichten Tyrannen in seiner Göttlichen Komödie:
Die schwarzbehaarte Stirn sieh neben diesen,

Den Ezzelin – und jener Blonde dort,

Ist Obiz Este, der, wie’s klar erwiesen.
Als Figur findet er sich unter anderem in folgenden Werken:
- Albertino Mussato: Ecerinis, um 1315
- Joseph von Eichendorff: Ezelin von Romanis, 1828
- Carlo Marenco: Ezzelino III, 1832
- Conrad Ferdinand Meyer: Die Hochzeit des Mönchs, Novelle 1884
- Carl Friedrich Lessing: Ezzelino da Romano im Kerker, Gemälde 1838, Städel Museum, Frankfurt
- Hermann von Lingg: Friedrich und Ezelin (Ballade)